# Kinlochbervie
Kinlochbervie, schottisch-gälisch: Ceann Loch Biorbhaidh, ist ein Fischerei-Hafen mit etwa 500 Einwohnern im äußersten Nordwesten der Highlands in der schottischen Council Area Highland. Historisch lag Kinlochbervie in der dünn besiedelten traditionellen Grafschaft Sutherland.
Der Hauptwirtschaftsfaktor ist die Fischerei. Die Fischversteigerungshalle am Hafen dient nicht nur den ortsansässigen Fischern als Umschlagplatz für den angelandeten Fisch. Für den Abtransport des Fisches in Kühltransportern hat Kinlochbervie daher vergleichsweise gute Straßenverbindungen, welche ansonsten in der Gegend vielfach nur einspurig ausgebaut sind.
Das zweite wirtschaftliche Standbein ist der Tourismus. In der Umgebung gibt es zahlreiche Pensionen (Bed and Breakfast) und Ferienhäuser.
Nördlich liegt der Strand von Sandwood Bay. Von einem gut ausgebauten Parkplatz ist er nach sieben Kilometer Fußmarsch erreichbar. Sandwood Bay zählt zu den größten Sandstränden von Sutherland. Nur durch einen schmalen Dünenstreifen vom Strand getrennt liegt der Süßwassersee Loch Sandwood. Das Gebiet um Sandwood Bay gehört der John-Muir-Stiftung und bildet auf dieser Basis ein Naturreservat.
Zwischen Sandwood Bay und Durness liegt Cape Wrath. Da Cape Wrath innerhalb eines militärischen Testbereiches liegt, sollten Wanderungen dorthin mit ortskundigen Personen abgestimmt werden.
Die Strände von Oldshoremore und Polin sind jedoch schneller zu erreichen.

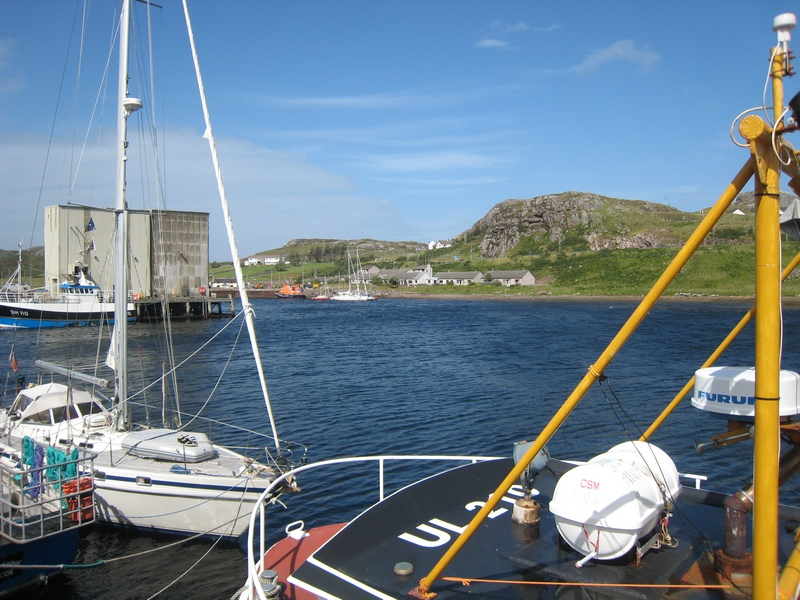
Kinlochbervie
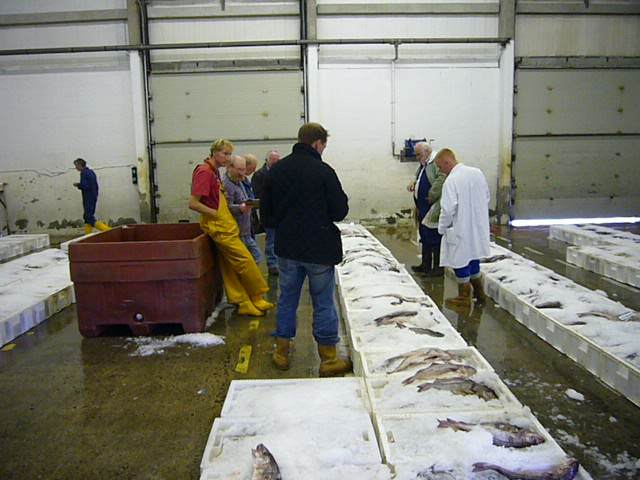
Fischauktion in Kinlochbervie
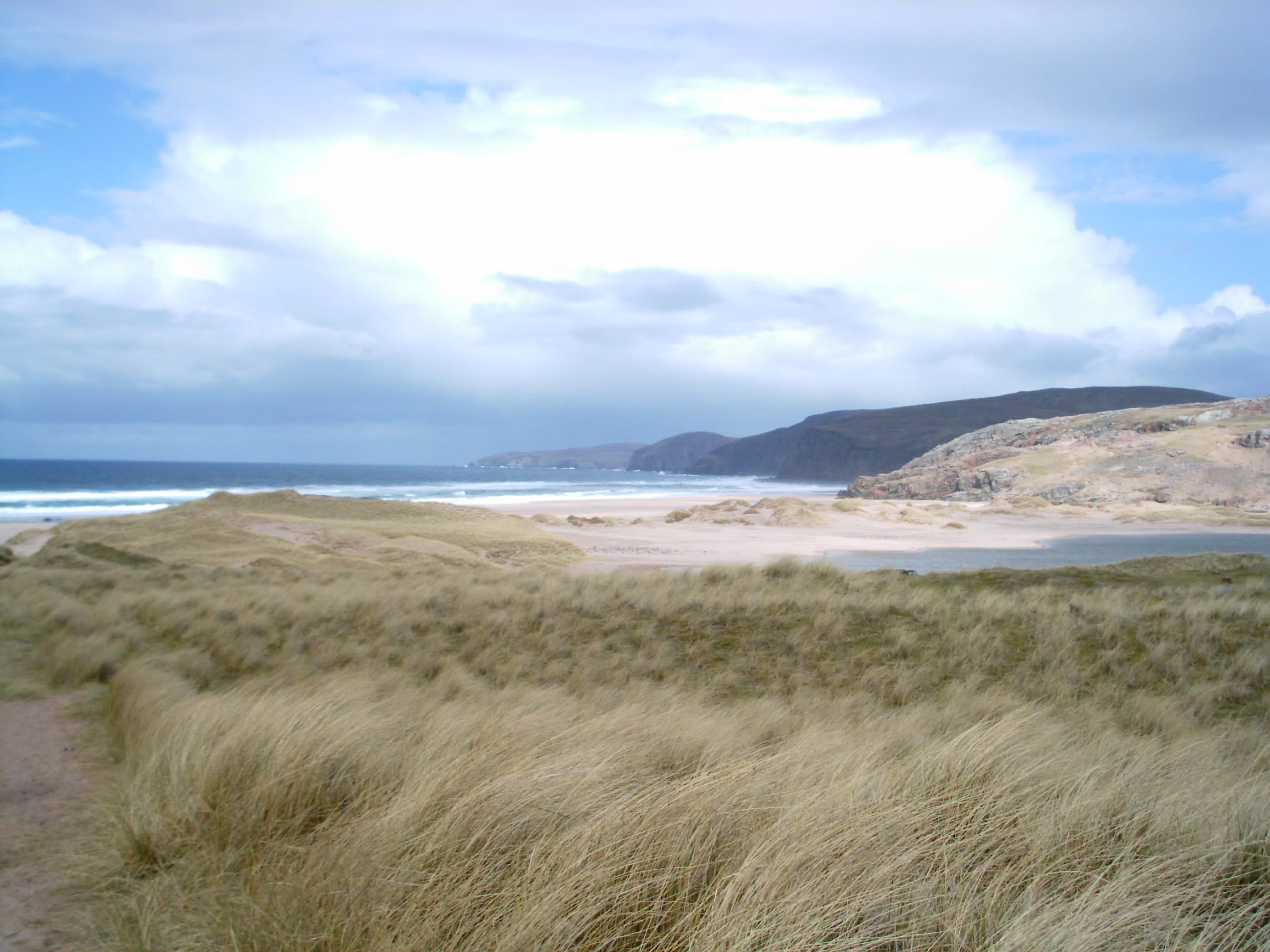
Sandwood Bay